# Aéroport international de Pékin-Daxing
 (avril 2018).
Si vous disposez d'ouvrages ou d'articles de référence ou si vous connaissez des sites web de qualité traitant du thème abordé ici, merci de compléter l'article en donnant les références utiles à sa vérifiabilité et en les liant à la section « Notes et références ».
L'aéroport international de Pékin-Daxing, ou Beijing-Daxing, code IATA : PKX • code OACI : ZBAD, est un aéroport international qui dessert Pékin depuis le 25 septembre 2019. L'ouverture de l'aéroport de Pékin-Daxing a correspondu avec la fermeture du plus vieux aéroport chinois, celui de Pékin-Nanyuan. Avec l'aéroport international de Pékin-Capitale situé au nord-est de la ville, Pékin est desservi par deux aéroports internationaux. 

## Histoire
L’architecte est Zaha Hadid qui ne connaîtra jamais la fin de sa construction puisqu’elle meurt en 2016. Sa construction a débuté en décembre 2014 pour les pistes. En septembre 2015, toutes les tranches du chantier ont démarré. La construction a pris fin le 22 janvier 2019. Il est conçu par ADP Ingénierie (ADPI). L'aéroport devrait à terme avoir un trafic annuel estimé de 100 millions de voyageurs.
Durant près de cinq ans, jusqu’à 40 000 ouvriers ont ainsi été mobilisés pour ce chantier colossal qui a conduit à la livraison d’une installation ultra-moderne et accessible de 143 hectares, comportant un Terminal passagers de 70 hectares. Il est inauguré le 25 septembre 2019, par Xi Jinping. Son coût est de 15 milliards de dollars, sans inclure les raccordements routiers et ferroviaires. Il est régulièrement récompensé, trois récompenses ont été décernées à l’ouvrage de Zaha Hadid dans le cadre des Architizer A+ Awards. En plus du “Jury Winner” et du “Popular Choice Winner”, le projet avait également été auréolé du “Special Honoree Award” récompensant une réalisation architecturale significative pour le territoire et inspirante pour l’avenir. Courant octobre 2021, une nouvelle distinction a été accordée à l’ouvrage chinois. L’aéroport international a en effet été lauréat de la Society of British International Interior Design (SBID) dans la catégorie “Design d’espace public”. Cette distinction vient saluer la fonctionnalité de l’ouvrage pour les usagers, mais également sa conception, intégrant une gestion énergétique basée entre autres sur la production photovoltaïque, ainsi que sur la collecte des eaux pluviales, et sur l’utilisation de l’un des plus vastes systèmes de pompe à chaleur géothermique.

## Configuration

Plan de l'aéroport.

Ce nouvel aéroport accueille principalement les compagnies de l'alliance Skyteam dont notamment la compagnie nationale China Eastern Airlines qui opérait au terminal 2 de l'aéroport international de Pékin-Capitale. Il permet de désengorger l'aéroport de Pékin-Capitale déjà en saturation et d'offrir de nouvelles possibilités de liaisons aériennes. 
La phase 1 du projet prévoit la construction d'une aérogare et des 4 premières pistes d'atterrissage, et une autre piste civil / militaire. Le design en forme d'étoile du nouveau terminal, le plus grand au monde en superficie, permet aux voyageurs d'être à 800 mètres maximum de leur porte d'embarquement. La facilité et l'efficacité est une des caractéristiques du terminal avec pour la première fois au monde, deux étages pour les départs et deux étages pour les arrivées.
L'aéroport déploie également de nouvelles technologies, comme le système de tri de bagages ou la reconnaissance faciale.

## Situation

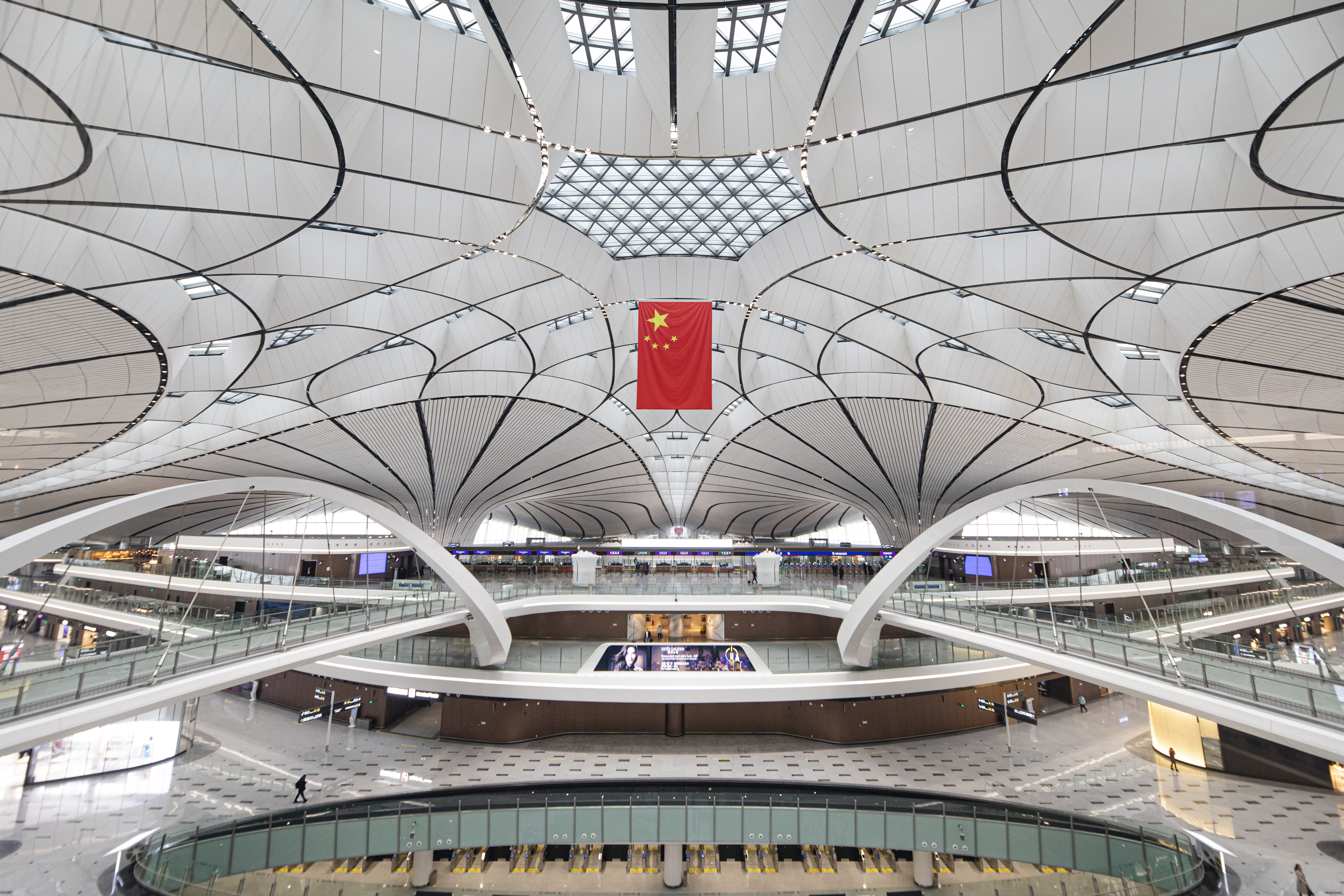
Hall de l'aéroport.

Il est situé à 46 kilomètres au sud du centre-ville de Pékin, dans le district de Daxing. 

### Carte des 50 premiers aéroports de Chine
| \| 500 km1:25 016 000 \| Baotou Canton Changchun Changsha Chengdu-CTU Chengdu-TFU Chongqing Dalian Fuzhou Guilin Guiyang Haikou Hailar Hangzhou Harbin Hefei Hohhot Jinan Jinghong Kunming Lanzhou Lhassa Lijiang Nanchang Nankin Nanning Ningbo Pékin · Capitale Pékin · Daxing Qingdao Quanzhou Sanya Shanghaï-Pudong Shanghaï-Hongqiao Shantou-Chaozhou-Jieyang Shenyang Shenzhen Shijiazhuang Taiyuan Tianjin Ürümqi Wenzhou Wuhan Suzhou Xiamen Xi'an Xining Yantai Yinchuan Zhengzhou Zhuhai-Jinwan |
| 500 km1:25 016 000 |

## Compagnies et destinations
| Compagnies                    | Destinations |
| ----------------------------- | --- |
| Aeroflot                      | Krasnoïarsk-Iémélianovo, Moscou Chérémétiévo |
| Air China                     | Bangkok-Suvarnabhumi, Chengdu-Shuangliu, Chongqing-Jiangbei, Canton-Baiyun, Hangzhou-Xiaoshan, Kunming-Changshui, Nanning, Shanghai-Pudong, Shenyang, Shenzhen-Bao'an, Yinchuan Hedong |
| Air Macau                     | Macao |
| Aurora                        | Vladivostok En saison : Khabarovsk |
| Beijing Capital Airlines      | Erenhot Saiwusu, Haikou, Hangzhou-Xiaoshan, Hefei, Jixi Xingkaihu (en), Lijiang, Lisbonne-H. Delgado, Malé Velana, Meixian (en), Nanchang-Changbei, Qingdao-Jiaodong, Sanya-Phénix, Ürümqi-Diwopu, Xiamen-Gaoqi, Xi'an-Xianyang, Xining-Caojiabao, Jinghong Xishuangbanna Gasa, Yushu Batang |
| British Airways               | Londres-Heathrow |
| China Eastern Airlines        | - Đà Nẵng - Dongying (en) - Fukuoka - Hangzhou-Xiaoshan - Harbin Taiping - Huai'an - Linyi (zh) - Luoyang - Luzhou-Yunlong - Nagoya-Chūbu - Osaka-Kansai - Paris-Charles de Gaulle - Qingdao-Jiaodong - Shanghai-Hongqiao - Shanghai-Pudong - Tokyo-Haneda - Xining-Caojiabao |
| China Southern Airlines       | - Anshan-Teng'ao (en) - Changchun - Changde Taohuayuan (en) - Daqing - Canton-Baiyun - Hô Chi Minh Ville (Tân Sơn Nhất) - Hong Kong - Istanbul - Shantou-Chaozhou-Jieyang - Londres-Heathrow - Moscou Chérémétiévo - Nanchong (en) - Shenzhen-Bao'an - Tokyo-Haneda - Tongren Fenghuang (en) - Xining-Caojiabao - Yanji - Yinchuan Hedong - Yiwu - Zunyi (zh) |
| China United Airlines         | - Anshun-Huangguoshu (en), - Arxan (zh), - Baicheng Chang'an (en), - Baotou-Donghe, - Bayannur (zh), - Bijie-Feixiong (en), - Changsha, - Changzhi-Wangcun (en), - Chengdu-Shuangliu, - Chifeng, - Chizhou Jiuhuashan (en), - Dalian-Zhoushuizi, - Datong (en), - Dongying (en), - Fuoshan Shadi, - Fuyang (en), - Canton-Baiyun, - Hailar, - Hanzhong, - Harbin Taiping, - Hefei, - Hengyang, - Hohhot, - Huai'an, - Huaihua (zh), - Huizhou Pingtan (en), - Jinchang Jinchuan (en), - Kunming-Changshui, - Lanzhou, - Lianyungang-Huaguoshan, - Linyi (zh), - Longnan Chengzhou (en), - Longyan Guanzhishan (en), - Lüliang (zh), - Manzhouli, - Nanyang, - Ningbo, - Ordos Ejin Horo, - Qingyang (en), - Qiqihar-Sanjiazi, - Quzhou (en), - Rizhao Shanzihe (en), - Sanming (en), - Shanghai-Hongqiao, - Shanghai-Pudong, - Shangrao Sanqingshan, - Shenzhen-Bao'an, - Shiyan Wudangshan (en), - Tongliao (en), - Tongren Fenghuang (en), - Ulan hot, - Ulanqab Jining (en), - Ürümqi-Diwopu, - Wēihǎi, - Wenzhou-Longwan, - Wuhai (zh), - Wuzhou-Changzhoudao (en), - Xiamen-Gaoqi, - Xiangyang-Luiji, - Xilinhot (en), - Xingyi (en), - Xinyang Minggang (en), - Yan An, - Yancheng, - Yantai, - Yichun (zh), - Yinchuan Hedong, - Yingkou (zh), - Yongzhou (zh), - Yueyang, - Yulin (en), - Zhuhai |
| Delta Air Lines               | Détroit, Seattle-Tacoma |
| Etihad Airways                | Abou Dabi, Nagoya-Chūbu |
| Finnair                       | Helsinki-Vantaa |
| Hebei Airlines                | Changchun, Chengdu-Shuangliu, Guilin-Liangjiang, Hangzhou-Xiaoshan, Lanzhou, Mianyang Nanjiao, Nanchang-Changbei, Nankin, Nantong Xingdong, Ningbo, Sanya-Phénix, Xingyi (en), Yinchuan Hedong, , Zunyi (zh) |
| Himalaya Airlines             | Katmandou-Tribhuvan |
| Juneyao Airlines              | Shanghai-Hongqiao |
| LOT Polish Airlines           | Varsovie-Chopin |
| Malaysia Airlines             | Kuala Lumpur |
| Royal Air Maroc               | Casablanca-Mohammed-V |
| Royal Brunei Airlines         | Bandar Seri Begawan |
| S7 Airlines                   | Irkoutsk, Krasnoïarsk-Iémélianovo, Novossibirsk-Tolmatchevo, Baïkal-Oulan Oude, Vladivostok |
| Swiss International Air Lines | Zurich |
| Ural Airlines                 | Irkoutsk, Moscou-Joukovski, Vladivostok, Iékaterinbourg-Koltsovo |
| Vietnam Airlines              | Hanoï-Nội Bài, Hô Chi Minh Ville (Tân Sơn Nhất) |
| XiamenAir                     | Fuzhou-Chánglè, Xiamen-Gaoqi |

Édité le 27/09/2019

## Statistiques
Pour des raisons techniques, il est temporairement impossible d'afficher le graphique qui aurait dû être présenté ici.

Voir la requête brute et les sources sur Wikidata.

## Accès
Le terminal de l'aéroport est directement lié au pôle multimodal de transports se trouvant au sous-sol. L'accès est direct depuis le terminal vers les lignes à grande vitesse, les lignes de métro.  
Une nouvelle ligne de métro Daxing Airport Express, mise en service en même date que l'aéroport, relie l'aéroport au centre-ville en 19 minutes, avec une correspondance avec la ligne 10 du métro à Caoqiao, où est instauré un terminal pour l'enregistrement des bagages.
Une nouvelle ligne à grande vitesse inter-cité (Jingxiong) reliant la gare de Pékin-Ouest à la nouvelle région de Xiong'an passe par le nouvel aéroport.
À plus long terme, une ligne suburbaine devra relier les deux aéroports de Pékin, passant par le nouveau centre administratif de Tongzhou.
Une nouvelle autoroute est déjà achevée pour permettre de relier rapidement le nouvel aéroport à son centre-ville, à la hauteur du quatrième périphérique de Pékin.